# Archimbald II van Périgord
Archimbald II van Périgord (overleden in 1239) was van 1212 tot aan zijn dood graaf van Périgord. Hij behoorde tot het huis Périgord.

## Levensloop
Archimbald II was de tweede zoon van graaf Eli V van Périgord en diens echtgenote Raymonde, dochter van Raymond van Turenne, burggraaf van Ribérac. Na het overlijden van zijn oudere broer Archimbald I werd hij in 1212 graaf van Périgord.
In 1212 huldigde hij in Nemours koning Filips II van Frankrijk als leenheer van Périgord, waarmee hij de in 1204 door zijn vader gestichte vazaliteitsverhouding met de Franse kroon bekrachtigde. Jan zonder Land, hertog van Aquitanië en de vroegere leenheer van het graafschap Périgord, aanvaardde dit pas na zijn nederlagen bij de Slag bij La Roche-aux-Moines en de Slag bij Bouvines in 1214 en het daaropvolgende vredesverdrag met Filips II van Frankrijk.
In 1239 nam hij deel aan de Baronnenkruistocht onder leiding van koning Theobald I van Navarra. Hetzelfde jaar stierf hij.

## Huwelijk en nakomelingen
Archimbald II huwde met Margaretha (overleden in 1259), dochter van burggraaf Gwijde V van Limoges. Ze kregen volgende kinderen:
- Eli VI (overleden in 1251), graaf van Périgord
- Margaretha
- Raymonde (overleden in 1238), werd zuster in het Benedictijnenklooster van Ligueux

## Voorouders
| Voorouders van Archimbald II van Périgord (-1239) | Voorouders van Archimbald II van Périgord (-1239)         | Voorouders van Archimbald II van Périgord (-1239)         | Voorouders van Archimbald II van Périgord (-1239)         | Voorouders van Archimbald II van Périgord (-1239)         | Voorouders van Archimbald II van Périgord (-1239)         | Voorouders van Archimbald II van Périgord (-1239)         | Voorouders van Archimbald II van Périgord (-1239)         | Voorouders van Archimbald II van Périgord (-1239)         |
| ------------------------------------------------- | --------------------------------------------------------- | --------------------------------------------------------- | --------------------------------------------------------- | --------------------------------------------------------- | --------------------------------------------------------- | --------------------------------------------------------- | --------------------------------------------------------- | --------------------------------------------------------- |
| Overgrootouders                                   | Eli IV van Périgord (1083–1155) ∞ ? (-)                   | Eli IV van Périgord (1083–1155) ∞ ? (-)                   | ? (-) ∞ ? (-)                                             | ? (-) ∞ ? (-)                                             | ? (-) ∞ ? (-)                                             | ? (-) ∞ ? (-)                                             | ? (-) ∞ ? (-)                                             | ? (-) ∞ ? (-)                                             |
| Grootouders                                       | Boso III van Périgord (1106–1166) ∞ Comtorissa (-)        | Boso III van Périgord (1106–1166) ∞ Comtorissa (-)        | Boso III van Périgord (1106–1166) ∞ Comtorissa (-)        | Boso III van Périgord (1106–1166) ∞ Comtorissa (-)        | Raymond van Turenne (-) ∞ 1123 ? (-)                      | Raymond van Turenne (-) ∞ 1123 ? (-)                      | Raymond van Turenne (-) ∞ 1123 ? (-)                      | Raymond van Turenne (-) ∞ 1123 ? (-)                      |
| Ouders                                            | Eli V van Périgord (1136-1205) ∞ Raymonde van Turenne (-) | Eli V van Périgord (1136-1205) ∞ Raymonde van Turenne (-) | Eli V van Périgord (1136-1205) ∞ Raymonde van Turenne (-) | Eli V van Périgord (1136-1205) ∞ Raymonde van Turenne (-) | Eli V van Périgord (1136-1205) ∞ Raymonde van Turenne (-) | Eli V van Périgord (1136-1205) ∞ Raymonde van Turenne (-) | Eli V van Périgord (1136-1205) ∞ Raymonde van Turenne (-) | Eli V van Périgord (1136-1205) ∞ Raymonde van Turenne (-) |